# لوئی ریشار
لوئی ریشار (فرانسوی: Louis Richard‎) بازیکن فوتبال اهل سوئیس بود.
از باشگاه‌هایی که در آن بازی کرده‌است می‌توان به باشگاه فوتبال سروت ۱۸۹۰ اشاره کرد.
وی همچنین در تیم ملی فوتبال سوئیس بازی کرده‌است.